# Obàtálá
Obàtálá ou Ọbatala est un orisha de la religion Yoruba qui aurait été chargé de créer la Terre, mais qui aurait échoué parce qu'il s'était enivré de vin de palme et aurait été surpassé par son petit frère Odùduwà. Il fut alors chargé de créer les êtres humains. Son père, Olodumare, l'y autorisa, ce qui valut à Obàtálá le nom de « sculpteur de l'humanité ».
Selon les traditions orales d'Ife, le mortel Obàtálá était le fondateur et le Ooni d'Ife à l'époque classique. Sa position de roi (ooni) a été contestée par Odùduwà qui a assumé la direction de la ville pendant un bref moment. Cependant, Obàtálá est parvenu à sortir victorieux de la compétition, ce qui a conduit au meurtre de son frère et rival Odùduwà et à la récupération de son trône, devenant le premier Ooni d'Ife officiel,,,,.

## Dans la mythologie
Obàtálá est une divinité majeure du panthéon yoruba, vénérée pour sa pureté, sa sagesse et son rôle de créateur de l'humanité. Fils du dieu suprême Olorun, il reçoit la mission de créer la Terre. Cependant, une consommation excessive de vin de palme l'empêche d'accomplir cette tâche, laissant ainsi son frère cadet, Oduduwa, façonner le monde à sa place,.
Tandis qu'Oduduwa est officiellement déclaré Dieu de la Terre, Obàtálá est ridiculisé et chargé, en guise de rédemption, de modeler les êtres humains à partir d'argile. Les imperfections physiques chez l'homme sont attribuées à ses erreurs commises sous l'influence de l'alcool. Reconnaissant ses fautes, il adopte une vie d'abstinence et devient le symbole de la pureté, est vêtu de blanc, couleur qui lui est consacrée,.
Obàtálá est également associé à la justice, la fertilité et la sagesse. Il est considéré comme le protecteur des personnes vulnérables et est invoqué pour la guérison et la clarté d'esprit,.

## En Afrique

### L'Obàtálá primordial

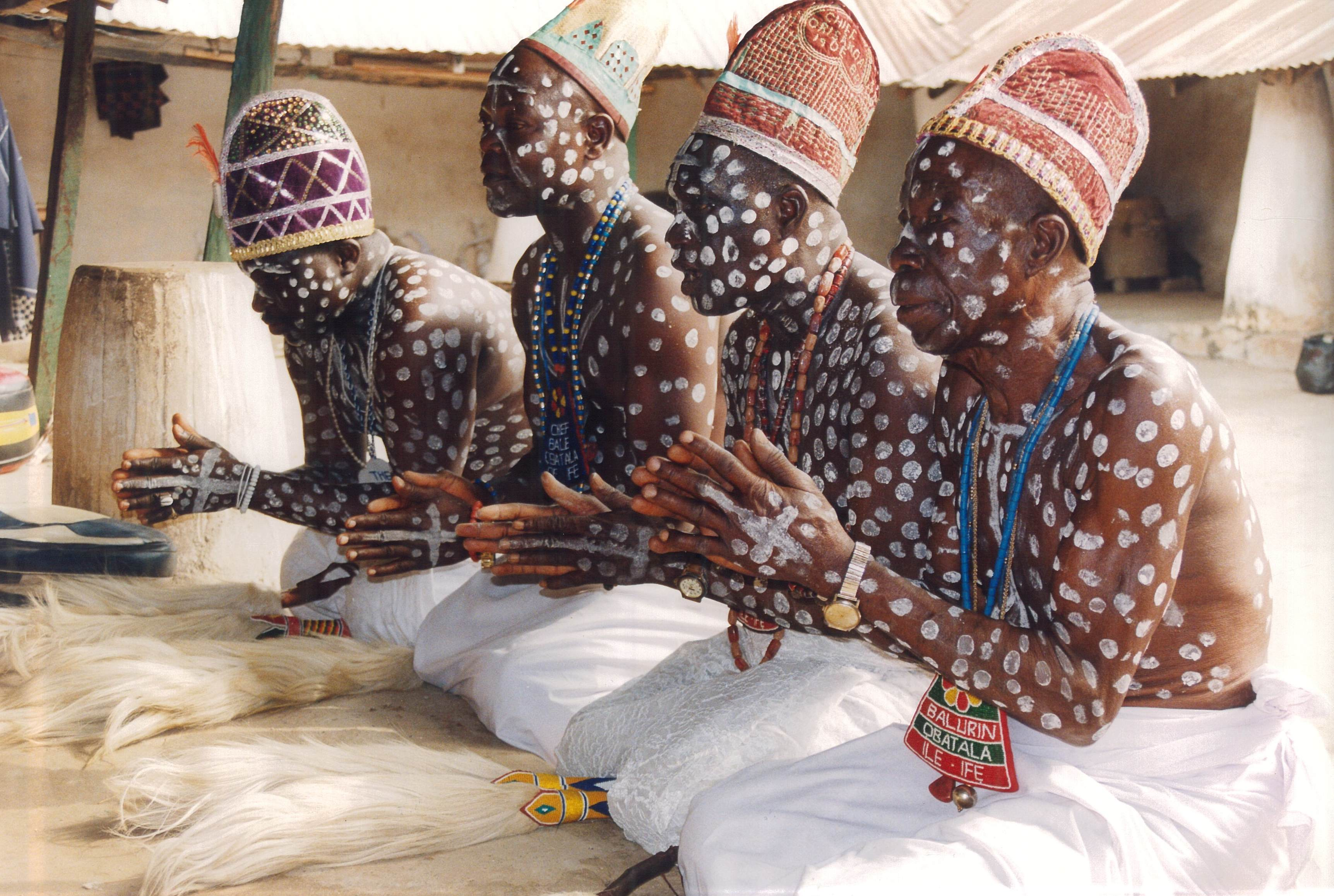
Prêtres d'Obàtálá en prière dans le temple d'Ile-Ife.

Selon les principes de la religion yoruba, Obàtálá est le plus ancien de tous les orishas et a reçu le pouvoir de créer la Terre. Une tradition veut qu'avant qu'il ne puisse retourner au ciel et faire son rapport à Olodumare, Oduduwa usurpa sa responsabilité (Obàtálá étant ivre à ce moment-là). Il prit la sacoche qu'Olodumare avait donnée à Obatala pour l'aider dans la création et l'utilisa pour créer une terre sur l'océan primitif. Une grande querelle s'ensuivit entre les deux frères et sœurs. Cependant, une évaluation de la religion traditionnelle yoruba montre que chacune des 201 divinités est considérée par leurs descendants et leurs adeptes comme ayant procédé à la création de la terre, ce qui suggère que le commencement du monde est un aspect de la cosmogénèse yoruba associé à de nombreuses divinités dans les panthéons yoruba, au-delà d'Obatala ou d'Oduduwa.

### L'Obàtálá mortel
Oba Obàtálá était le fondateur et le roi d'Ile-Ife, d'où l'appellation Olufe. Son règne a été perturbé par une usurpation menée par Oduduwa et ses partisans tels que Obameri, Obadio, Aloran, Ejio et Apata. Cependant, Obàtálá a réussi à obtenir la mort d'Oduduwa et à récupérer son trône d'Ooni d'Ife avec l'aide de ses partisans, à savoir Oluorogbo, Orunmila, Akire, Obalufon Ogbogbodirin, Owa Ilare et bien d'autres encore. Cela se reproduit chaque année lors du festival Obatala à Ife et des rites de couronnement de l'Ooni, qui indiquent qu'Obàtálá est propriétaire de la couronne, du trône et de l'autorité. Finalement, à la suite de la guerre entre Obàtálá et Oduduwa d'autre part, ce dernier a perdu et sa base de soutien s'est dispersée, ce qui a conduit à un règne alterné entre les lignées d'Obatala et d'Obalufon Ogbogbodirin qui lui a succédé. Ce système est resté en vigueur jusqu'à ce qu'un coup d'État mené par Lajamisan, un descendant d'Oranfe, vienne perturber la structure du pouvoir.

## Déclinaisons américaines
Son culte s'étend au-delà du Yorubaland, notamment au Brésil et à Cuba, où il est souvent syncrétisé avec des figures chrétiennes,.

### Santeria

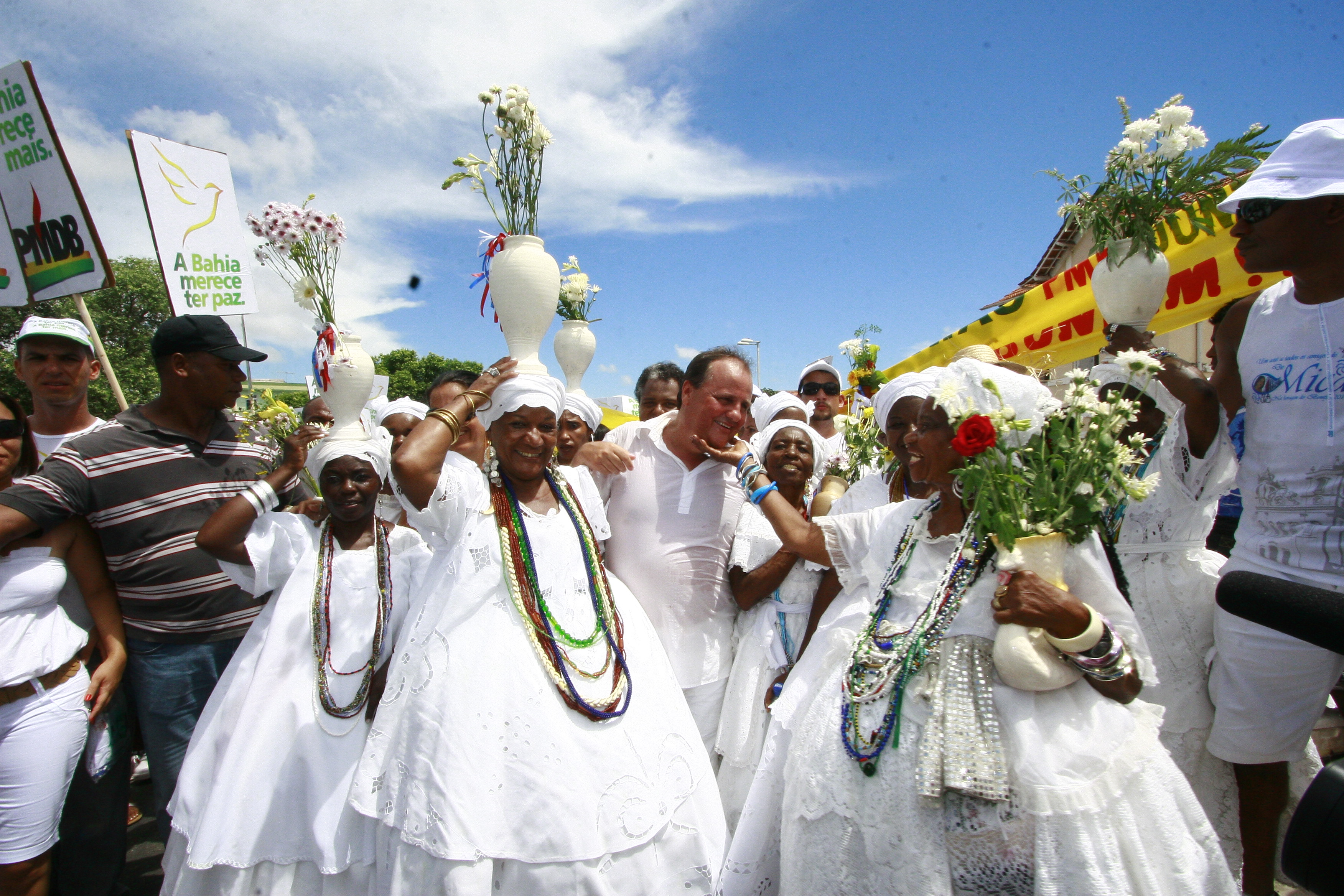
(Fête de Bonfim), Bahia.

Pratiquée par les communautés Yoruba et par la diaspora afro-américaine des Amériques et des Caraïbes, la Santería s'appuie sur les systèmes de divination osha et ifa,.
Faisant référence à sa pureté, à la fois physique et symbolique, en tant que « lumière » de la conscience (il est appelé orixá-funfun, soit orisha blanc), Obàtálá est syncrétisé dans la Santería avec Notre Dame de la Miséricorde et Jésus de Nazareth. On dit qu'Obàtálá a un nombre égal de chemins masculins et féminins, mais qu'il couronne plus souvent les femmes, en partie parce que les hommes sont traditionnellement couronnés en Ifá dans de nombreuses lignées.

### Candomblé
Dans le candomblé, Oxalá (Obàtálá) a été syncrétisé avec Notre Seigneur de Bonfim ; à ce titre, il est le saint patron de Bahia. L'utilisation généralisée de vêtements blancs, associée au culte d'Oxalá, est devenue un symbole du candomblé en général. Le vendredi est le jour consacré au culte d'Oxalá. Une grande célébration religieuse syncrétique, la Festa do Bonfim, qui a lieu en janvier à Salvador, célèbre à la fois Oxalá et Notre Seigneur de Bonfim ; elle comprend le lavage des marches de l'église avec une eau spéciale, préparée avec des fleurs.

### Escargots
L'escargot Lissachatina fulica est utilisé à des fins religieuses au Brésil comme offrande à Obàtálá/Oxalá. Il est considéré comme un substitut de l'escargot géant africain (Archachatina marginata) utilisé en Yorubaland, car ils portent le même nom (Igbin, également connu sous le nom d'Ibi) tant au Brésil qu'en Yorubaland.

## Offrandes et rituels
En ce qui concerne les offrandes aux orishas, les orishas féminins (Iabás) « mangent » des animaux femelles, tandis que les orishas masculins (Borós) « mangent » des animaux mâles. Cependant, Obàtálá est le seul orisha masculin qui « mange » dans le cercle des Iabás, acceptant ainsi des sacrifices d'animaux femelles en son honneur. L'anthropologue français Roger Bastide a commenté les caractéristiques androgynes d'Obàtálá pour expliquer pourquoi cet orisha accepte des animaux femelles en offrande. Selon certains prêtres, cependant, Obàtálá n'a pas de sexe, puisque, d'après les mythes, il est le père de la création. Équivalent du Dieu d'une religion monothéiste, Obàtálá n'a pas non plus de sexe spécifique.
Contrairement à d'autres orishas, Obàtálá n'accepte que des offrandes cuites au miel, car il n'aime pas l'huile de palme. Mais comme tout autre orisha, Obàtálá ne mange pas spécifiquement l'offrande lui-même : il consomme l'énergie de l'offrande, ou Aṣẹ. L'expression « manger » est ainsi utilisée pour symboliser une forme spirituelle d'alimentation : les orishas ne descendent pas du plan spirituel pour manger (au sens propre) l'animal offert.
Traditionnellement, pour les offrandes sacrificielles (en) à Obàtálá, considéré comme un orixá-funfun (littéralement « orisha blanc »), les animaux ou leurs chairs doivent être entièrement blancs, comme le sang blanc du mollusque appelé Igbin (Lissachatina fulica). Les offrandes qui lui sont destinées doivent ainsi être de couleur blanche, telles que le riz ou les escargots, tandis que l'alcool est strictement proscrit. Obàtálá incarne ainsi la transformation, passant d'un créateur imparfait à une divinité exemplaire prônant la pureté et la sagesse.